# Bahnstrecke Athol–Athol Junction
| Streckenlänge: | 73,0 km              |                                            |                                            |
| Spurweite: | 1435 mm (Normalspur) |                                            |                                            |
| Zweigleisigkeit: | –                    |                                            |                                            |
| |                      |                                            |                                            |
| Gesellschaft: | CSX Transportation   |                                            |                                            |
| \| \| \| von Fitchburg \| \| \| \| 0,0 \| Athol MA (Union Station) \| Athol MA (Union Station) \| \| \| \| nach Greenfield \| \| \| \| 8,1 \| South Athol MA \| South Athol MA \| \| \| 13,2 \| New Salem MA \| New Salem MA \| \| \| \| Beginn Überflutung Quabbin Reservoir \| \| \| \| 17,1 \| North Dana MA \| North Dana MA \| \| \| 19,2 \| Soapstone MA \| Soapstone MA \| \| \| 20,8 \| Morgan Crossing MA \| Morgan Crossing MA \| \| \| 25,6 \| Greenwich Village MA \| Greenwich Village MA \| \| \| 28,5 \| Greenwich MA \| Greenwich MA \| \| \| 30,1 \| Greenwich Lake MA \| Greenwich Lake MA \| \| \| 31,9 \| Smith’s Village MA \| Smith’s Village MA \| \| \| 33,5 \| Enfield MA \| Enfield MA \| \| \| \| Ende Überflutung Quabbin Reservoir \| \| \| \| 40,3 \| West Ware MA \| West Ware MA \| \| \| \| Swift River \| \| \| \| \| Strecke North Cambridge–Northampton \| \| \| \| 47,0 \| Bondsville MA \| Bondsville MA \| \| \| \| von Brattleboro \| \| \| \| 49,3 \| Barretts Junction MA \| Barretts Junction MA \| \| \| \| nach New London \| \| \| \| \| Strecke Athol Junction–Hampden Junction \| \| \| \| 51,7 \| Three Rivers MA \| Three Rivers MA \| \| \| \| Chicopee River Reservoir \| \| \| \| 56,7 \| Red Bridge MA \| Red Bridge MA \| \| \| \| Interstate 90 \| \| \| \| 59,7 \| Collins MA \| Collins MA \| \| \| 64,4 \| Ludlow MA \| Ludlow MA \| \| \| \| Chicopee River \| \| \| \| \| Verbindung zur Strecke Worcester–Albany \| \| \| \| 66,3 \| Indian Orchard MA \| Indian Orchard MA \| \| \| \| Anschluss Masspower-Kraftwerk \| \| \| \| \| Straßenbahn Springfield (Worcester Street) \| \| \| \| \| Straßenbahn Springfield (Page Boulevard) \| \| \| \| 67,8 \| Fiberloid MA \| Fiberloid MA \| \| \| \| von Worcester \| \| \| \| \| von Hampden Junction \| \| \| \| \| Güteranschluss \| \| \| \| 73,0 \| Athol Junction MA \| Athol Junction MA \| \| \| \| nach Albany \| \| |                      |                                            |                                            |
| Strecke |                      | von Fitchburg                              | von Fitchburg                              |
| Dienststation / Betriebs- oder Güterbahnhof | 0,0                  | Athol MA (Union Station)                   | Athol MA (Union Station)                   |
| Abzweig ehemals geradeaus und nach rechts |                      | nach Greenfield                            | nach Greenfield                            |
| Haltepunkt / Haltestelle (Strecke außer Betrieb) | 8,1                  | South Athol MA                             | South Athol MA                             |
| Haltepunkt / Haltestelle (Strecke außer Betrieb) | 13,2                 | New Salem MA                               | New Salem MA                               |
| Strecke (außer Betrieb) (im Tunnel) |                      | Beginn Überflutung Quabbin Reservoir       | Beginn Überflutung Quabbin Reservoir       |
| Bahnhof (Strecke außer Betrieb) (im Tunnel) | 17,1                 | North Dana MA                              | North Dana MA                              |
| Haltepunkt / Haltestelle (Strecke außer Betrieb) (im Tunnel) | 19,2                 | Soapstone MA                               | Soapstone MA                               |
| Haltepunkt / Haltestelle (Strecke außer Betrieb) (im Tunnel) | 20,8                 | Morgan Crossing MA                         | Morgan Crossing MA                         |
| Haltepunkt / Haltestelle (Strecke außer Betrieb) (im Tunnel) | 25,6                 | Greenwich Village MA                       | Greenwich Village MA                       |
| Bahnhof (Strecke außer Betrieb) (im Tunnel) | 28,5                 | Greenwich MA                               | Greenwich MA                               |
| Haltepunkt / Haltestelle (Strecke außer Betrieb) (im Tunnel) | 30,1                 | Greenwich Lake MA                          | Greenwich Lake MA                          |
| Haltepunkt / Haltestelle (Strecke außer Betrieb) (im Tunnel) | 31,9                 | Smith’s Village MA                         | Smith’s Village MA                         |
| Bahnhof (Strecke außer Betrieb) (im Tunnel) | 33,5                 | Enfield MA                                 | Enfield MA                                 |
| Strecke (außer Betrieb) (im Tunnel) |                      | Ende Überflutung Quabbin Reservoir         | Ende Überflutung Quabbin Reservoir         |
| Bahnhof (Strecke außer Betrieb) | 40,3                 | West Ware MA                               | West Ware MA                               |
| Brücke über Wasserlauf (Strecke außer Betrieb) |                      | Swift River                                | Swift River                                |
| Kreuzung geradeaus unten (Strecken außer Betrieb) |                      | Strecke North Cambridge–Northampton        | Strecke North Cambridge–Northampton        |
| Bahnhof (Strecke außer Betrieb) | 47,0                 | Bondsville MA                              | Bondsville MA                              |
| Abzweig ehemals geradeaus und von rechts |                      | von Brattleboro                            | von Brattleboro                            |
| ehemaliger Bahnhof | 49,3                 | Barretts Junction MA                       | Barretts Junction MA                       |
| Abzweig ehemals geradeaus und nach links |                      | nach New London                            | nach New London                            |
| Kreuzung geradeaus unten (Strecken außer Betrieb) |                      | Strecke Athol Junction–Hampden Junction    | Strecke Athol Junction–Hampden Junction    |
| Bahnhof (Strecke außer Betrieb) | 51,7                 | Three Rivers MA                            | Three Rivers MA                            |
| Brücke über Wasserlauf (Strecke außer Betrieb) |                      | Chicopee River Reservoir                   | Chicopee River Reservoir                   |
| Haltepunkt / Haltestelle (Strecke außer Betrieb) | 56,7                 | Red Bridge MA                              | Red Bridge MA                              |
| Strecke mit Straßenbrücke (Strecke außer Betrieb) |                      | Interstate 90                              | Interstate 90                              |
| Haltepunkt / Haltestelle (Strecke außer Betrieb) | 59,7                 | Collins MA                                 | Collins MA                                 |
| Bahnhof (Strecke außer Betrieb) | 64,4                 | Ludlow MA                                  | Ludlow MA                                  |
| Brücke über Wasserlauf (Strecke außer Betrieb) |                      | Chicopee River                             | Chicopee River                             |
| Abzweig geradeaus und von links (Strecke außer Betrieb) |                      | Verbindung zur Strecke Worcester–Albany    | Verbindung zur Strecke Worcester–Albany    |
| Bahnhof (Strecke außer Betrieb) | 66,3                 | Indian Orchard MA                          | Indian Orchard MA                          |
| Betriebs-/Güterbahnhof Strecke bis hier außer Betrieb |                      | Anschluss Masspower-Kraftwerk              | Anschluss Masspower-Kraftwerk              |
| Kreuzung geradeaus oben (Querstrecke außer Betrieb) |                      | Straßenbahn Springfield (Worcester Street) | Straßenbahn Springfield (Worcester Street) |
| Kreuzung geradeaus unten (Querstrecke außer Betrieb) |                      | Straßenbahn Springfield (Page Boulevard)   | Straßenbahn Springfield (Page Boulevard)   |
| ehemaliger Haltepunkt / Haltestelle | 67,8                 | Fiberloid MA                               | Fiberloid MA                               |
| Abzweig geradeaus und von links |                      | von Worcester                              | von Worcester                              |
| Abzweig geradeaus und ehemals von rechts |                      | von Hampden Junction                       | von Hampden Junction                       |
| Abzweig geradeaus und von rechts |                      | Güteranschluss                             | Güteranschluss                             |
| Dienststation / Betriebs- oder Güterbahnhof | 73,0                 | Athol Junction MA                          | Athol Junction MA                          |
| Strecke |                      | nach Albany                                | nach Albany                                |

Die Bahnstrecke Athol–Athol Junction (auch Athol Branch) ist eine Eisenbahnstrecke in Massachusetts (Vereinigte Staaten). Sie ist 73 Kilometer lang und verbindet unter anderem die Städte Springfield, Palmer und Athol. Die normalspurige Strecke ist größtenteils stillgelegt, lediglich die rund sechs Kilometer der Strecke von Athol Junction bis kurz vor Indian Orchard werden noch zur Anbindung eines Kraftwerks und verschiedener anderer Industrieanschlüsse von der CSX Transportation genutzt. Etwa 20 Kilometer der Strecke wurden in den 1930er Jahren durch das Quabbin Reservoir überflutet.

## Geschichte
1869 gründeten lokale Investoren unter finanzieller Unterstützung der Gemeinden entlang der projektierten Strecke die Athol and Enfield Railroad Company mit dem Ziel, eine Bahnstrecke von Athol aus südwärts entlang des Swift River zu bauen. Sie sollte bis an die Hauptstrecke der New London Northern Railroad nördlich von Palmer führen. Im Juni 1870 begannen die Bauarbeiten und im Oktober 1871 ging die geplante Strecke von Athol bis Barretts Junction in Betrieb. Die Bahngesellschaft wollte die Strecke nun weiter bis nach Springfield verlängern, benannte sich 1872 in Springfield, Athol and Northeastern Railroad Company um und eröffnete den restlichen Abschnitt bis Athol Junction am 3. Dezember 1873. Die rund dreieinhalb Kilometer von Athol Junction bis Springfield wurden durch ein Mitbenutzungsrecht für die Hauptstrecke der Boston and Albany Railroad überbrückt. Die Gesellschaft betrieb die Strecke anfangs auf eigene Rechnung, mit der Eröffnung der Gesamtstrecke übertrug sie jedoch die Betriebsführung auf die in Athol anschließende Fitchburg Railroad.
Aufgrund des teuren Bahnbaus war die Bahngesellschaft auf Einkünfte angewiesen, die jedoch weitgehend ausblieben, da durchlaufende Expresszüge nicht über die kurvenreiche und eingleisige Strecke geleitet wurden. Auch die geplante Übernahme durch die Fitchburg Railroad unterblieb, da diese Gesellschaft kein Interesse an einem Kauf der Strecke zeigte. Im Mai 1879 meldete die Bahngesellschaft Konkurs an und wurde als Springfield and Northeastern Railroad neu aufgestellt. Der Betriebsvertrag mit der Fitchburg wurde aufgehoben und die Bahngesellschaft führte nun den Betrieb wieder in eigener Regie. Um zu verhindern, dass ihre Konkurrenten, nämlich die Fitchburg Railroad und die Central Massachusetts Railroad, über die Strecke Springfield erreichen konnten, kaufte die Boston&Albany am 8. Juli 1880 die Bahn auf und betrieb sie fortan als Zweigstrecke.
In den 1920er Jahren begannen die Planungen für einen großen Staudamm am Swift River, in dessen Tal die Bahn lag. Die Bauarbeiten für diesen Damm begannen 1930 und es wurden Pläne geschaffen, die Eisenbahn auf höheres Terrain zu verlegen. Aufgrund der Weltwirtschaftskrise und des steigenden Individualverkehrs war die Bahn jedoch unrentabel geworden. Statt sie zu verlegen, ersuchte die Boston&Albany um die Stilllegung des durch die Überflutung betroffenen Abschnitts von Athol bis Bondsville. Im Juni 1935 endete der Personenverkehr auf der Gesamtstrecke, gleichzeitig erfolgte die Stilllegung des nördlichen Abschnitts, der größtenteils in den folgenden Jahren unter der Wasseroberfläche des Quabbin Reservoirs verschwand.
Nach einem Hurrikan am 21. September 1938, der die Strecke zwischen Ludlow und Barretts Junction teilweise zerstört hatte, legte die Boston&Albany auch diesen Abschnitt still, offiziell erfolgte dies 1939. Sie verkaufte das kurze Streckenstück von Barretts Junction nach Bondsville an die Central Vermont Railroad, die die in Barretts Junction kreuzende Hauptstrecke betrieb. In den 1950er Jahren wurde dieser Streckenabschnitt stillgelegt, nachdem die angebundenen Fabriken in Bondsville geschlossen worden waren.
Der Betreiber des übrigen Streckenabschnitts von Ludlow bis Athol Junction wechselte mehrfach. Nachdem die Boston&Albany in den 1950er Jahren immer mehr ihre Selbständigkeit als Tochtergesellschaft der New York Central Railroad (NYC) eingebüßt hatte, übernahm die NYC die Betriebsführung auf dem Netz. Nach einer Fusion hieß der Betreiber ab 1968 Penn Central und ab 1976 Conrail. Diese Gesellschaft legte 1982 den Abschnitt zwischen Ludlow und Indian Orchard still. Die verbleibenden sechs Kilometer Strecke werden seit 1998 durch die CSX Transportation betrieben, die einen Teil des Conrail-Netzes erworben hatte.

## Streckenbeschreibung
Die Strecke beginnt im Bahnhof Athol der früheren Fitchburg Railroad. Er wurde daher bis 1935 als Athol Union Station bezeichnet. Die stillgelegte Trasse führt westlich aus dem Bahnhof hinaus und biegt dann in Richtung Süden ab. Bis Bondsville verlief die Strecke entlang des Swift River durch dünn besiedeltes Gebiet. Nach dem Bau des Quabbin-Staudamms wurden unter anderem die Orte Dana, Greenwich und Enfield überflutet, die durch die Bahn angebunden worden waren. Am Staudamm tritt die Bahntrasse wieder an die Oberfläche und verläuft nun durch West Ware weiter südwärts.
Im Stadtteil Bondsville der Stadt Palmer erreicht die Strecke den Chicopee River, an dem sie weiter entlangführt. Sie verläuft zunächst nördlich des Flusses. In diesem Bereich kreuzt die Bahntrasse mehrere teils stillgelegte Bahnstrecken, nämlich die Hauptstrecke der früheren Central Massachusetts Railroad, die in Betrieb befindliche Hauptstrecke der New England Central Railroad sowie die Trasse der nie eröffneten Hampden Railroad. Nach Ludlow überquert die Bahnstrecke den Chicopee River und erreicht das Stadtgebiet von Springfield. Die Flussbrücke wurde nach der Stilllegung abgerissen. Auf dem Gelände des Masspower-Kraftwerks beginnen heute die Gleise und von hier bis zur Einmündung in die Boston&Albany-Hauptstrecke am Knotenpunkt Athol Junction wird die Strecke von Güterzügen befahren.

## Personenverkehr
Kurz nach der Übernahme durch die Boston&Albany verkehrten 1881 zwei werktägliche Zugpaare Athol–Springfield, von denen einer als gemischter Zug fuhr, was bis zur Einstellung des Personenverkehrs 1935 beibehalten wurde. Wenige Jahre darauf wurde an Samstagen ein zusätzliches Zugpaar zwischen Springfield und Bondsville ergänzt, das etwa 1908 wieder entfiel. Stattdessen fuhr ab ca. 1911 zusätzlich ein sonntägliches Zugpaar auf der Gesamtstrecke, das 1930 oder 1931 wieder wegfiel. Die Fahrzeit für die Gesamtstrecke von Athol bis Springfield betrug 1934 für normale Personenzüge knapp zwei Stunden, für gemischte Züge zweieinhalb bis drei Stunden.